# Schweizerische Stiftung zur Förderung des Stillens
Die Schweizerische Stiftung zur Förderung des Stillens ist eine von 16 Organisationen getragene Stiftung, die sich für die Verwendung der Muttermilch und des Stillens einsetzt. Der übergeordnete Zweck der Stiftung besteht darin, optimale Bedingungen für stillwillige Müttern zu schaffen um das Stillen zu ermöglichen und zu erleichtern. In der Stiftung sind u. a. Berufsgruppen der Hebammen, Still- und Laktationsberaterinnen IBCLC, Mütterberaterinnen und Ärzte vertreten, die auch mit an den Aufgaben der Stiftung arbeiten.
Nach Meinung der Stiftung verbessert eine durch Brauchtum, soziales Verhalten, Wertvorstellungen und Wissen gut verankerte Stillkultur sowohl die Lebensbedingungen der Kleinkinder und deren Mütter als auch die allgemeine Gesundheit der Bevölkerung.

## Hauptaufgaben
Die Hauptaufgaben der Stiftung sind:
- Organisation und Koordination der UNICEF-Auszeichnung "Stillfreundliche Geburtsklinik"
- Lancierung von Informationskampagnen
- Überwachung der Vermarktung von Muttermilch-Ersatzprodukten

Mit unterschiedlichen Aktionen sollen die Vorteile der Muttermilch und des Stillens einer breiten Öffentlichkeit besser bekannt gemacht werden.
Zudem kontrolliert die Stiftung durch ein paritätisches Gremium (Codex-Panel) mit Vertretern der Hersteller und der Stiftung die Einhaltung des Verhaltenscodex über die Vermarktung von Säuglingsanfangsnahrung, den sieben von acht schweizerischen Herstellern 1982 unterzeichnet haben.
Der Codex legt u. a. fest, dass keine Säuglingsanfangsnahrung kostenlos an Geburtskliniken geliefert werden darf, sowie dass in Inseraten auf das Stillen als die beste Ernährung für das Neugeborene Kind aufmerksam gemacht werden muss und zudem dass die Muttermilch nicht herabgesetzt werden darf.

## Hintergrund
Die Stiftung wurde im Jahr 2000 gegründet und führt die Arbeiten, die von der Arbeitsgruppe für die Förderung des Stillens des Schweizerischen Komitees für das Kinderhilfswerk der Vereinten Nationen UNICEF seit 1992 geleistet wurden, weiter.
Die Stiftung mit Sitz in Köniz ZH wird mit Betriebsbeiträgen und von projektbezogenen Beiträgen finanziert, darunter auch das Schweizerische Rote Kreuz, Schweizerisches Komitee für UNICEF, Bundesamt für Gesundheit und der Berufsverband Schweizerischer Still- und Laktationsberaterinnen.